# La guardia al toro
La guardia al toro (titolo originale Some Buried Caesar) è il sesto romanzo giallo di Rex Stout con Nero Wolfe protagonista.

## Storia editoriale
Il romanzo fu pubblicato con il titolo di The Red Bull in versione ridotta sul numero di dicembre 1938 della rivista The American Magazine e in formato libro nel 1939.

## Trama
Un ricco proprietario di una catena di ristorazione, Thomas Pratt, compra un toro campione ad un prezzo spropositato, con lo scopo chiaramente pubblicitario di allestire un barbecue ad invito. Gli allevatori locali sono in fermento per evitare che il toro faccia quella brutta fine. Nero Wolfe si trova a casa Pratt in seguito ad un incidente occorso alla sua auto mentre stava portando le sue orchidee ad un'esposizione, ed è accompagnato dal fido Archie Goodwin.
Clyde Osgood, figlio di un rivale di Pratt, viene trovato morto vicino al toro dopo aver scommesso diecimila dollari con Pratt che non sarebbe riuscito ad allestire il barbecue con quel toro. Il padre di Clyde è sicuro che non si tratti di un fatale incidente. Wolfe si trova così ingaggiato per scoprire cosa sia veramente successo. Wolfe intuisce l'accaduto quasi immediatamente, ma ha bisogno di prove. Altri tristi eventi e colpi di scena si susseguiranno.
Wolfe appare privo della tranquillità e degli agi casalinghi, oltre che delle risorse umane che solitamente chiama in suo aiuto a New York. Inoltre si trova a scontrarsi con le reticenze, la diffidenza, le rudezze e l'impulsività della gente di campagna, a partire dai suoi ospiti e per finire al procuratore distrettuale.

### Personaggi principali
- Nero Wolfe: investigatore privato
- Archie Goodwin: suo assistente
- Thomas Pratt: proprietario di una catena di ristoranti
- Caroline Pratt, Jimmy Pratt: nipoti di Thomas
- Frederick Osgood: ricco possidente
- Clyde Osgood, Nancy Osgood: figli di Frederick
- Lily Rowan: ospite dei Pratt
- Howard Bronson: ospite degli Osgood
- Monte McMillan: allevatore di bestiame
- Louis Bennett: segretario della Lega Nazionale Guernsey

## Critica
"La guardia al toro (1938-1939) ha una narrazione insolitamente buona e una trama eccezionale. Questi elementi si combinano per creare uno dei migliori romanzi gialli di Stout. [...] Il buon cibo servito nella tenda dell'esposizione (capitolo 6) richiama l'entusiasmo di Wolfe per la cucina popolare americana in Alta cucina. [...] Il romanzo ha due gruppi di sospetti: un gruppo sono uomini d'affari e capi di organizzazioni che si occupano di bestiame. L'altro gruppo è composto da membri di due famiglie che sono coinvolti personalmente o romanticamente tra loro. Questa doppia porzione di sospetti appare proporzionata per un romanzo lungo come La guardia al toro."

## Opere derivate
Per la fama di Cesare, episodio della serie televisiva prodotta dalla RAI nel 1969.

## Edizioni
- Rex Stout, La guardia al toro, traduzione di Nicoletta Lamberti, collana I Classici del Giallo (n. 618), Arnoldo Mondadori Editore, 1990,  p. 207.